# 田島ゆみか
田島 ゆみか（たじま ゆみか、1989年5月23日 - ）は、日本の女優。静岡県静岡市出身。株式会社アプレ、贅沢貧乏所属。
夫は俳優の本多力。

## 来歴
- 2002年、映画『ドッジGO!GO!』のオーディションを受けて合格。本人曰く、友達に誘われて気軽に受けたとのこと[1]。同年7月公開の同作で主役に抜擢されデビュー。
- ファブリーズのCMで、注目を浴びる。将来は、大竹しのぶの様な女優を目指している。
- 2006年10月に「田島有魅香」から「田島ゆみか」へ改名した[2]。
- 2019年3月末で18年所属したアミューズを退社。現在は贅沢貧乏所属。
- 2019年4月6日、ヨーロッパ企画所属の俳優の本多力との結婚を発表。

## 出演作品

### テレビドラマ
- あした吹く風（2002年、BS-i）
- てるてる家族（2003年 - 2004年、NHK） - 岩田冬子（少女時代） 役
- ほんとにあった怖い話 深淵から（2004年、フジテレビ）主演
- 一番大切な人は誰ですか?（2004年、日本テレビ） - 寺田菜摘 役
- unplugged（2005年、フジテレビ）
- パンチライン（2006年、TBS） - 斉藤茜 役
- 虹を架ける王妃 朝鮮王朝最後の皇太子と方子妃の物語（2006年、フジテレビ）
- 介助犬ムサシ〜学校へ行こう!〜（2007年、フジテレビ)
- 探偵学園Q 第4話・第5話（2007年、日本テレビ） - 遠矢邦子 役
- ロス:タイム:ライフ 第3節 スキヤキ編（2008年、フジテレビ） - 井原理香 役
- 赤鼻のセンセイ（2009年、日本テレビ） - 牧村優 役
- 土俵ガール!（2010年、毎日放送） - 沙織 役
- 天使の代理人 Episode3（2010年、東海テレビ） - 夏生 役
- 宇宙犬作戦 episode 16『オハナ人間の体を手に入れる!?』（2010年、テレビ東京） - カレン 役
- 霧に棲む悪魔（2011年、東海テレビ） - 平木麻里 役
- 絶対零度〜特殊犯罪潜入捜査〜 第5話（2011年、フジテレビ） - 戸山加奈 役
- 土曜ドラマスペシャル 神様の女房 第3話（2011年10月15日、NHK） - 井植ヒデ子 役
- バッケンレコードを超えて（2013年1月27日、北海道文化放送） - 本田加奈子 役
- ショムニ2013（2013年7月 - 9月、フジテレビ） - 薫 役
- 土曜ドラマスペシャル 実験刑事トトリ 第2シリーズ 第2話（2013年10月19日、NHK） - 柏木美香 役
- おやじの背中 第7話「よろしくな。息子」（2014年8月24日、TBS） - 神崎泉 役
- 美しき罠〜残花繚乱〜（2015年1月 - 3月、TBS） - 小山沙月 役
- ツバキ文具店（2017年） ‐ 戸部佳奈美 役
- フランケンシュタインの恋（2017年4月23日 - 6月25日、日本テレビ） - 津軽晴果 役

### インターネットドラマ
- 少女には向かない職業（2006年）宮ノ下静香役

### 映画
- ドッジGO!GO!（2002年）主演・入江ゆきこ役
- ロード88 出会い路、四国へ（2004年）
- 檸檬のころ（2007年）- 大住志摩 役
- 純喫茶磯辺（2008年）
- 時をかける少女（2010年）- 堀田恭子 役
- らくごえいが「ビフォーアフター」（2013年、アールグレイフィルム）- 林田かるほ 役

### CM
- エヌ・ティ・ティ・ドコモ関西 家族内メール無料『献立』篇（2006年）
- P&G ファブリーズ（2005年 - ）

### 舞台
- 生命の樹（2000年）
- ピッピ（2006年）
- 紫式部ものがたり（2006年、2008年）
- ガーネットオペラ（2010年）
- ORANGE（2011年）
- 風と共に去りぬ（2011年）
- 百年の秘密（2012年）
- 阿呆の鼻毛で蜻蛉をつなぐ（2012年)
- 真田十勇士（2014年、2016年）
- ヘイセイ・アパートメント (2015年)
- Takayuki Suzui Project OOPARTS vol.3「HAUNTED HOUSE」（2016年）
- 贅沢貧乏「おわるのをまっている」（2024年）[3]

### ラジオ
- 福山雅治のオールナイトニッポンサタデースペシャル・魂のラジオ - ゲスト